# Antigua Guatemala
Antigua Guatemala (znane także jako Antigua lub La Antigua) – miasto w środkowej Gwatemali, położone kilkanaście kilometrów na zachód od stolicy kraju Gwatemali. Ośrodek administracyjny departamentu Sacatepéquez oraz siedziba gminy Antigua Guatemala. Ludność miasta w 2002 roku liczyła ponad 34,6 tys. mieszkańców, natomiast liczba mieszkańców gminy w 2012 roku 45 393.
W mieście rozwinął się przemysł ceramiczny oraz metalowy.

## Położenie
Antigua położona jest w dolinie potoku o tej samej nazwie, na wysokości 1530 m n.p.m., w górzystym regionie środkowej Gwatemali. Nad miastem górują trzy wulkany, w tym jeden aktywny. Na południe od miasta wznosi się Volcán de Agua („wulkan wody”, wysokość 3766 m n.p.m.), którego krater zajmowało niegdyś jezioro kraterowe. Na zachód od miasta znajdują się dwa szczyty: wulkan Acatenango, 3976 m n.p.m. z ostatnią erupcją w 1972r., oraz ciągle aktywny Volcán de Fuego („wulkan ognia”, 3763 m n.p.m.), który charakteryzuje się stałą, aczkolwiek niezbyt intensywną aktywnością wulkaniczną (wydobywają się głównie dymy, rzadko obserwować można wypływy lawy).

## Historia
Miasto zostało założone 10 marca 1543 jako stolica hiszpańskich posiadłości kolonialnych w Ameryce Środkowej. Konkwistadorzy nadali mu wówczas nazwę La Muy Noble y Muy Leal Ciudad de Santiago de los Caballeros de Guatemala, czyli „Najbardziej Zaszczytne i Najwierniejsze Miasto Świętego Jakuba od Rycerzy Gwatemali”. Szczyt rozwoju miasta przypada na 2. połowę XVIII wieku – zamieszkiwało je wówczas ok. 60 tys. osób.
W 1773 roku miasto nawiedziły dwa silne trzęsienia ziemi, które doprowadziły do poważnych zniszczeń. Zburzonych zostało ok. 30 barokowych kościołów, w większości nigdy nie odbudowanych. Władze kolonialne postanowiły odbudować stolicę w nowym, bezpieczniejszym miejscu. Tak powstała obecna stolica kraju – miasto Gwatemala. W roku 1776 nakazano całkowite opuszczenie zniszczonej stolicy. Wiele osób pozostało jednak na miejscu, a miasto ostatecznie podniosło się ze zniszczeń, choć nigdy nie nawiązało już do czasów swojej świetności. By odróżnić je od nowej stolicy, nadano mu nazwę Antigua Guatemala, czyli „stara Gwatemala”.

## Zabytki
W mieście, w którym zachował się charakterystyczny dla miast kolonialnych układ ulic, krzyżujących się pod kątem prostym, odnaleźć można wiele zachowanych budowli w stylu baroku kolonialnego z XVII i XVIII wieku. Świadectwem tragedii, jaka nawiedziła miasto pod koniec XVIII wieku są ruiny licznych kościołów. W 1979 miasto zostało wpisane na listę dziedzictwa kulturowego UNESCO. Miasto jest znane z bardzo uroczystych procesji w Okresie pasyjnym.
Obecnie miasto znane jest również jako ważne centrum nauczania języka hiszpańskiego, do którego przyjeżdża wielu obcokrajowców, głównie z Ameryki Północnej, ale także z Europy i z Azji. Obok turystyki szkoły są głównym źródłem dochodu mieszkańców.

## Sport
W mieście funkcjonuje klub piłkarski Antigua GFC. Rozgrywa mecze na lokalnym obiekcie Estadio Pensativo.

## Galeria

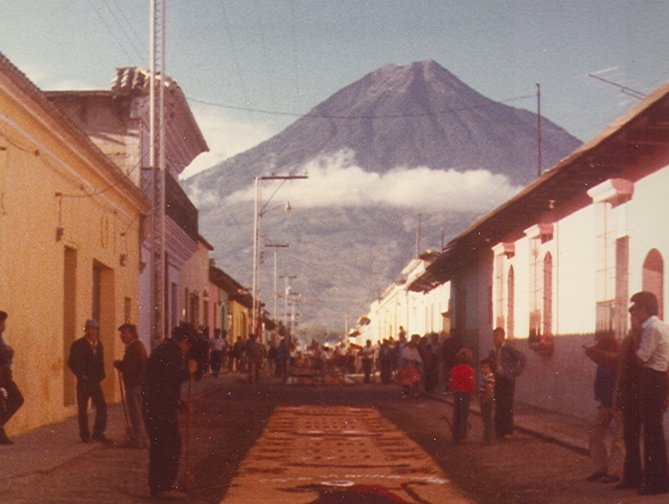
Ulica w Antigua Guatemala, w tle wulkan de Agua
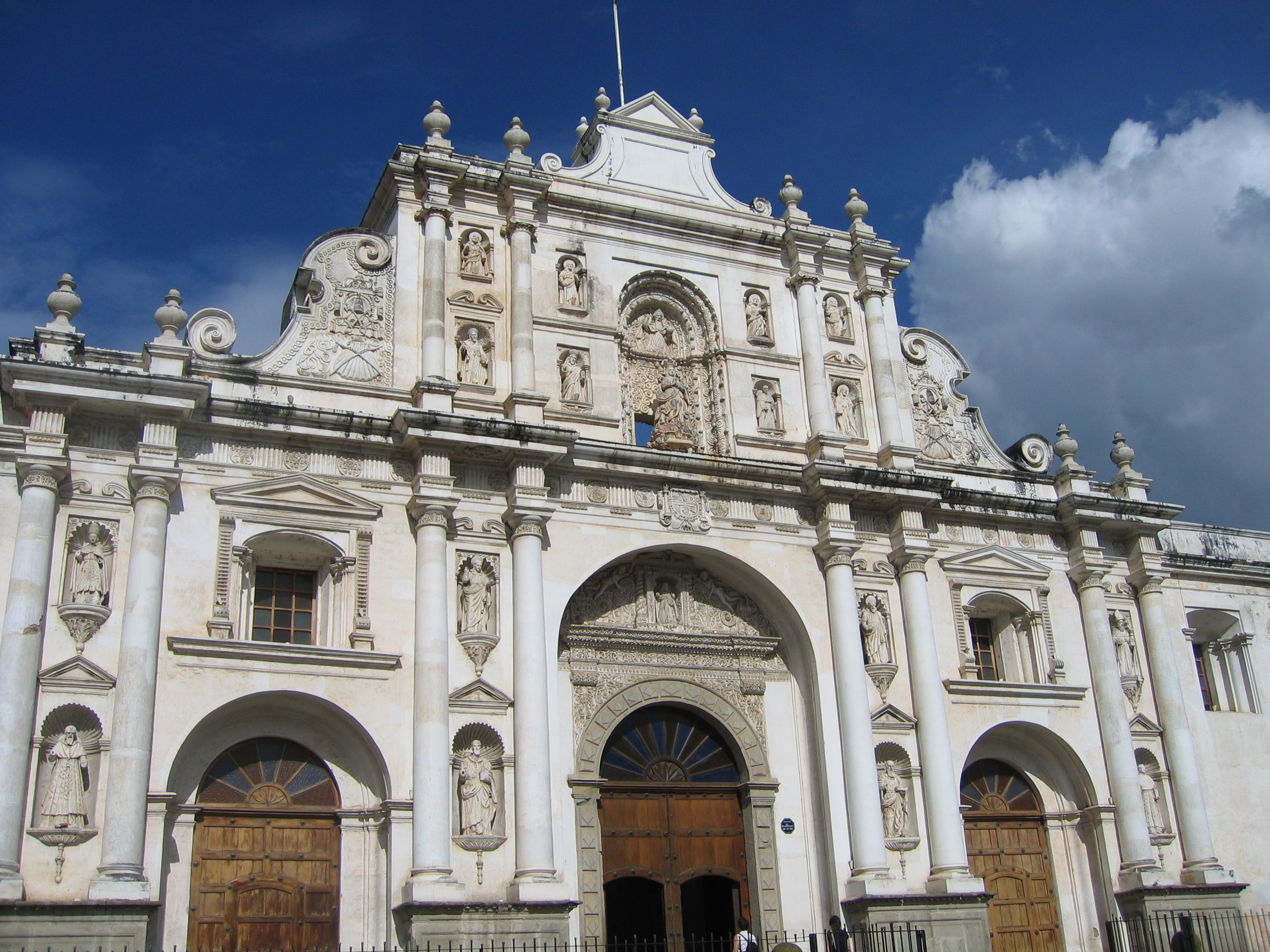
Katedra w Antigua Guatemala
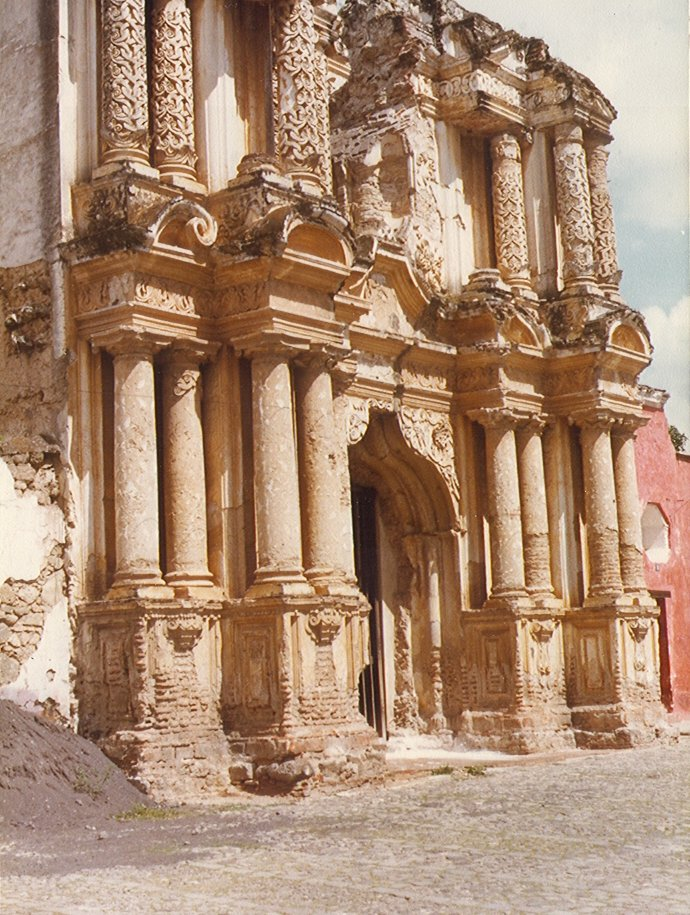
Fasada kościoła w stylu kolonialnym z widocznymi śladami zniszczeń spowodowanymi trzęsieniem ziemi
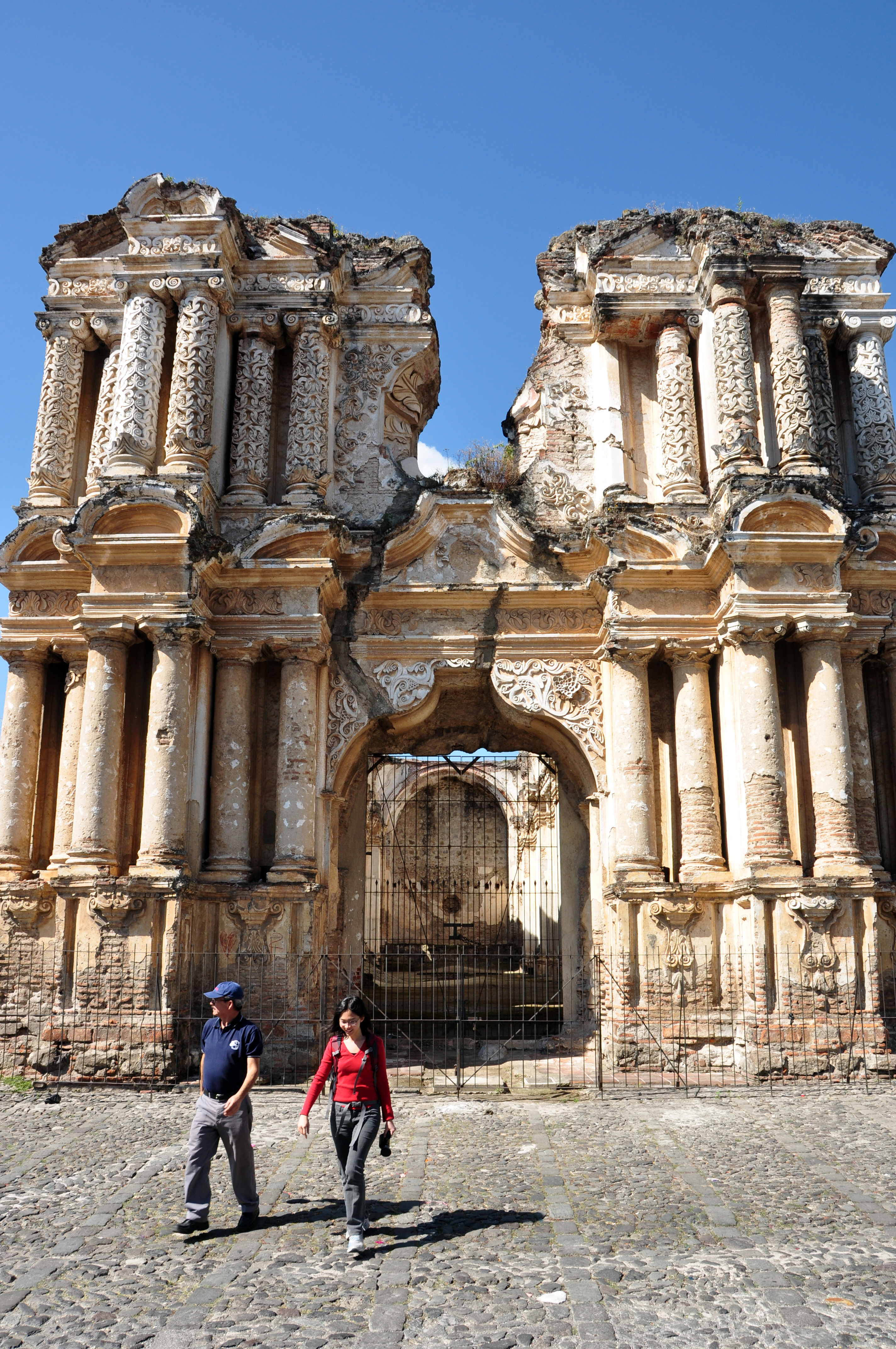
Ten sam kościół z przodu
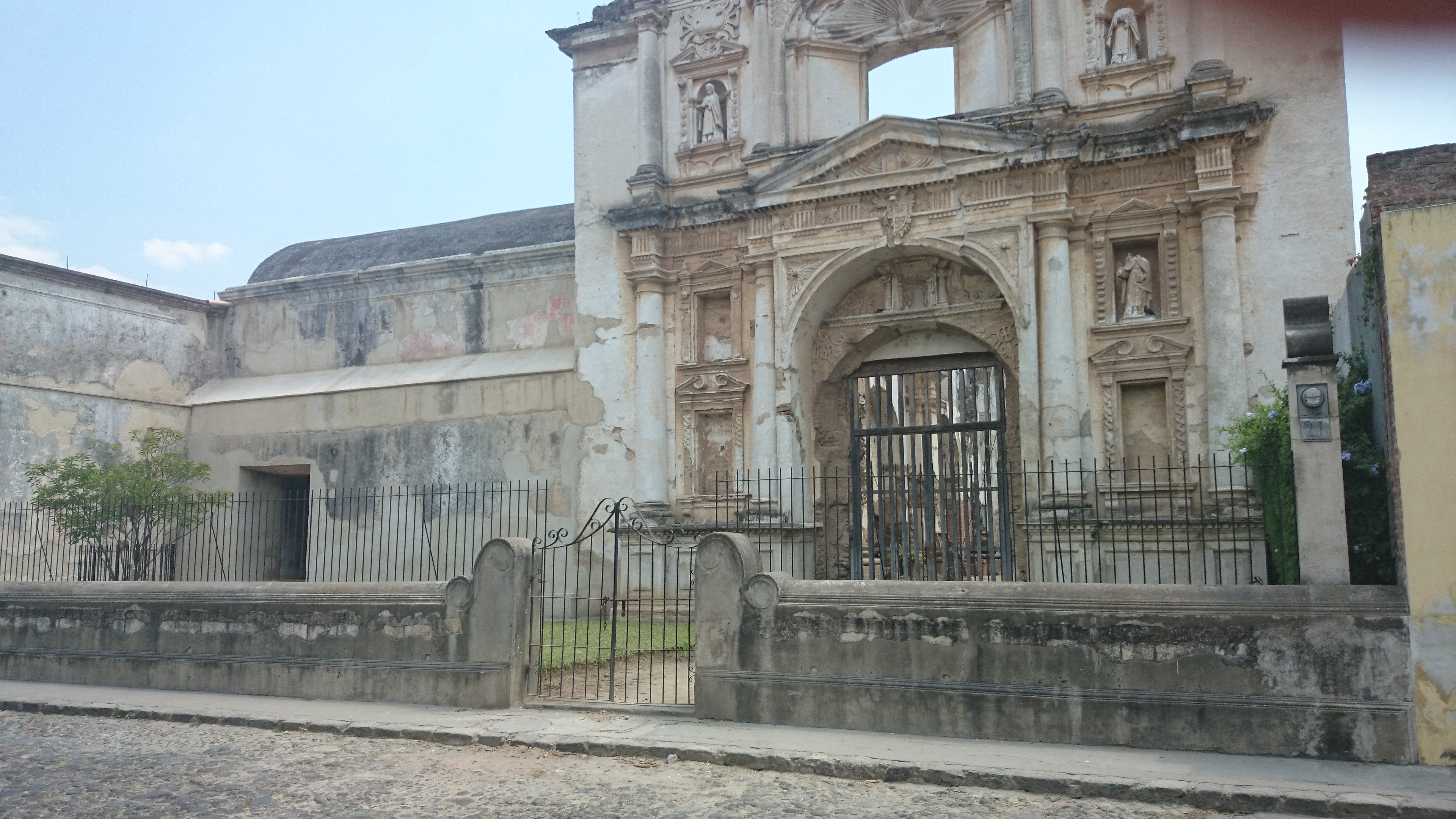
Zrujnowany kościół w Antigua Guatemala
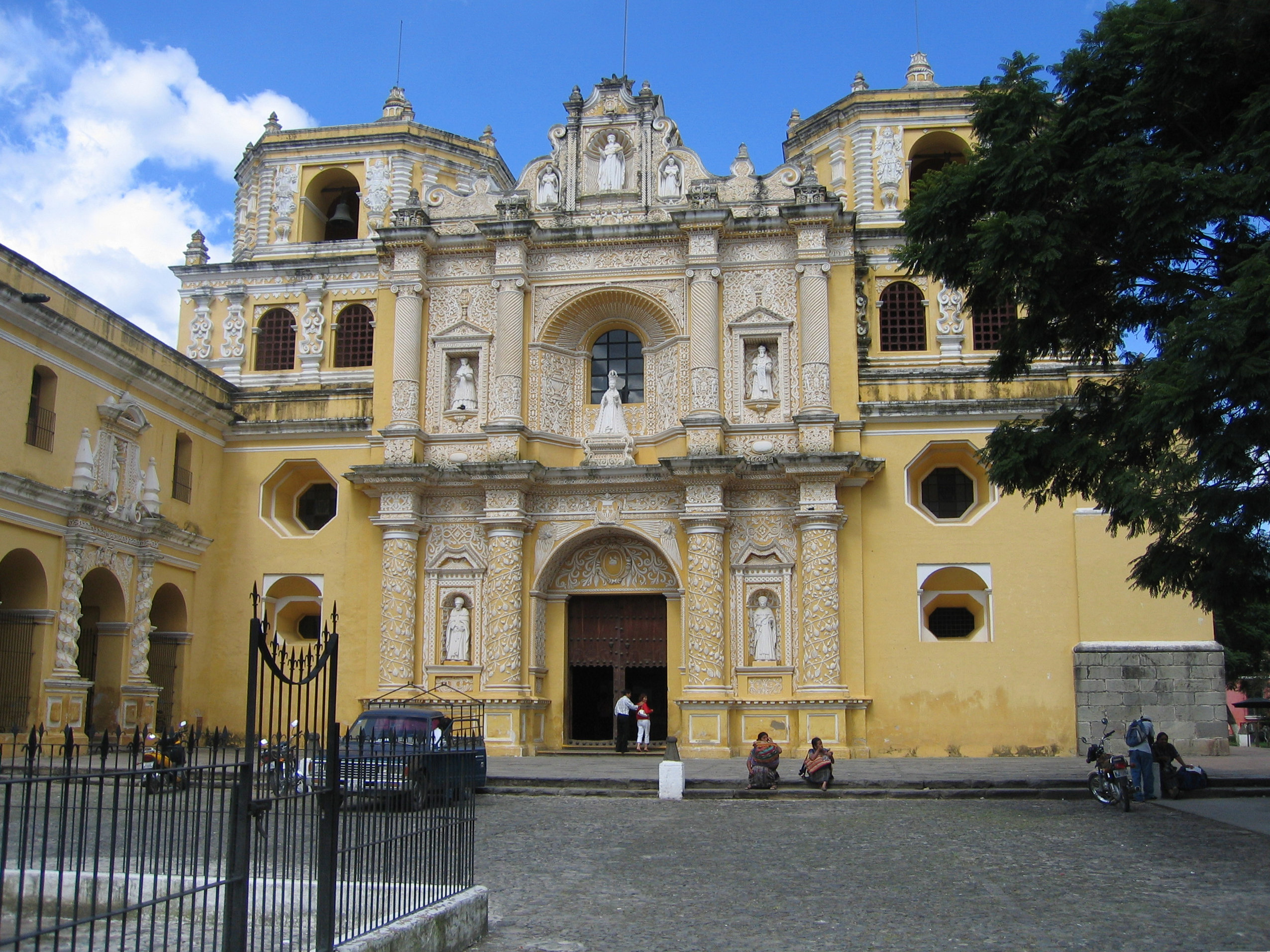
Kościół w Antigua Guatemala

## Miasta partnerskie
- Tlaquepaque, Meksyk
- Xalapa-Enríquez, Meksyk
- Coral Gables, Stany Zjednoczone